# Joan Gassió (rector del Seminari Conciliar de Barcelona)
Joan Gassió (actiu entre els segles xvi i xvii) fou un prevere catòlic català.
Entre el 21 de desembre de 1621 i el 31 d'octubre de 1632 fou rector del Seminari Conciliar de Barcelona. Dels seus anys de rectorat només es conserva un quadern, amb el títol Compte del comprador del collegi en 1630 essent rector M.n Joan Gassió, N.º 10.